# Archiwum Historii i Filozofii Medycyny
Archiwum Historii i Filozofii Medycyny – najstarsze polskie recenzowane czasopismo naukowe, publikujące prace z dziedziny historii i filozofii medycyny.    

## Historia
Czasopismo zostało założone w 1924 przez Adama Wrzoska. Zgodnie z komunikatem Ministra Edukacji i Nauki z dnia 17 lipca 2023 r. w sprawie wykazu czasopism naukowych i recenzowanych materiałów z konferencji międzynarodowych czasopismo posiada 40 pkt. Numery z ostatnich lat dostępne są w wyszukiwarce internetowej Google Scholar.   
W latach 1925–1948 czasopismo wydawane było pod tytułem „Archiwum Historii i Filozofii Medycyny oraz Historii Nauk Przyrodniczych”.
Redaktorzy naczelni:
- Adam Wrzosek, Romuald Wierzbicki (1925–1948)
- Stanisław Konopka (1957–)
- Jan Władysław Chojna (1973)
- Tadeusz Bilikiewicz (1974–1981)
- Romuald Wiesław Gutt (1981–1988)
- Andrzej Śródka (1989–1992)
- Tadeusz Brzeziński (1992–1998)
- Henryk Gaertner (1998-2000)
- Zdzisław Gajda (2000–2007)
- Roman K. Meissner (2007-2010)
- Andrzej Grzybowski (2010–)[1]